# Педро Гастао од Орлеана и Брагансе
Педро Гастао од Орлеана и Брагансе (порт. Pedro Gastão de Orleans e Bragança; 19. фебруар 1913 — 27. децембар 2007.) је био шеф огранка Петрополис Куће Орлеанс-Браганса и подносилац захтева за угашеним бразилским престолом у супротности са захтевом огранка Васурас који су предводили његови рођаци принчеви Педро Хенрике и Луиз.
Педро Гастао је рођен током изгнанства бразилске царске породице, као друго дете и први син Педра де Алкантаре, принца од Грао-Пара, некада престолонаследника царства Бразила, и грофице Елизабете Добрженски од Добженича. Пошто никада није прихватио очево одрицање из 1908. као валидно, он је активно тражио бразилски трон од очеве смрти 1940. до своје властите 2007. године.
Педро Гастао је такође био ујак претендентима на престоле Португала (Дуарте Пио, војвода од Брагансе) и Француске (Анри, гроф од Париза) и деда наследника угашеног југословенског престола (Филип, наследни принц Југославије).

## Брак и деца
Оженио се принцезом Маријом де ла Есперанцом од Бурбона-Две Сицилије (1914–2005), ћерком принца Карлоса од две Сицилије, инфанте од Шпаније и принцезе Луизе од Орлеана, тетком по мајци краља Хуана Карлоса И Шпаније, 18. децембра. 1944. у Севиљи, Шпанија, и имао шесторо деце:
- Педро Карлос од Орлеанс-Брагансе (рођен 31. октобра 1945), оженио се Ронија Куна де Соуза (20. март 1938 – 14. јануар 1979) 2. септембра 1975, са издањем. Поново се оженио Патришом Бранскомб (22. новембар 1962 – 21. новембар 2009) 16. јула 1981, са издањем. Оженио се Патришом Алвим Родригез 2018. (грађански) и 9. октобра 2021. (верски).
  - Педро Тијаго де Орлеан и Браганса (рођен 12. јануара 1979.).
  - Фелипе де Орлеан и Браганса (рођен 31. децембра 1982).
- Марија да Глорија од Орлеан-Брагансе (рођена 13. децембра 1946), удала се за Александра, престолонаследника Србије и Југославије 1. јула 1972, разведена 1985. године, са проблемом. Поново се удала за Игнасија де Медину и Фернандеса де Кордобу, 19. војводу од Сегорбеа 24. октобра 1985, са издањем:
  - Кнез Петар од Југославије (рођен 1980.)
  - Филип, наследни кнез Југославије (рођен 1982), оженио се Даницом Маринковић (рођеном 1986) 7. октобра 2017. године, са издањем:
    - Принц Стефан од Југославије (рођен 2018.)

  - Кнез Александар од Југославије (рођен 1982.)
  - Сол де Медина и Орлеанс-Браганса, грофица од Ампуриас (рођена 1986.)
  - Луна де Медина и Орлеанс-Браганса, грофица од Рицла (рођена 1988.)
- Принц Алфонсо од Орлеанс-Браганса (рођен 25. априла 1948.), оженио се Маријом Хуаном Парехо Гуручагом (рођеном 1954.) 3. јануара 1973., разведен са проблемом. Поново се оженио Силвијом-Амалијом Хунгриа де Силва Мацхадо 19. новембра 2002.
  - Принцеза Марија де Орлеан-Браганса (рођена 1974), удата за Валтера Сантијага Естелана, има сина.
  - Принцеза Јулија де Орлеанс-Браганса (рођена 1977.)
- Принц Мануел од Орлеанс-Браганса (рођен 17. јуна 1949.), оженио се Маргаритом Хафнер (рођеном 10. децембра 1945.) 12. децембра 1977., развео се 1995. године, са проблемом:
  - Принцеза Луиза де Орлеанс-Браганса (рођена 1978.)
  - Принц Мануел де Орлеан-Браганса (рођен 1981), оженио се Касијом Летисијом Фереиром Керпел.
- Принцеза Кристина од Орлеанс-Браганса (рођена 16. октобра 1950.), удала се за принца Јана Павла Сапиеха-Розанског (26. августа 1935. – 6. августа 2021.) 16. маја 1980., некада белгијског амбасадора у Бразилу [4] разведена од 1988.
  - Принцеза Ана Тереза Сапиеха-Розански (рођена 1981), удата Бенџамин Ферлонг, има сина.
  - Принцеза Паола Сапиеха-Розански (рођена 1983), удата 2012 за принца Константина Николаса Светополк-Цзетвертински (рођен 1978).[4]
- Принц Францисцо од Орлеанс-Браганса (рођен 9. децембра 1956), оженио се са Кристином Шмит-Пекања (рођеном 14. јануара 1953) 28. јануара 1978, разведен, са проблемом. Поново се оженио Ритом де Касијом Пирес 1980. године, са питањем:
  - Принц Францисцо де Орлеанс-Браганса (рођен 1979), оженио се са Матјеом Нисеном 11. јануара 2023.[5]
  - Принц Габриел де Орлеанс-Браганса (рођен 1989.)
  - Принцеза Мануела де Орлеан-Браганса (рођена 1997.)

### Деатх
Последње године живота пар је провео на принцезином имању, где су обоје преминули. Принцеза Марија де ла Есперанца умрла је пре њега, 2005. године, остављајући га само са својим старатељима и стално су је посећивали двоје његове деце која су живела у Севиљи. Принц Педро Гастао је преминуо у раним сатима 27. децембра 2007. у 94. години и сахрањен је следећег дана, у капели Виљаманрике де ла Кондеса. Примио је државну сахрану уз присуство шпанских монарха.